# Tii
Tii är en låt framförd av den estländska musikgruppen Neiokõsõ. Låten var Estlands bidrag i Eurovision Song Contest 2004 i Istanbul i Turkiet. Låten är skriven av Priit Pajusaar, Glen Pilvre och Aapo Ilves.
Bidraget framfördes i semifinalen den 12 maj och fick 57 poäng vilket gav en elfte plats, inte tillräckligt för att gå vidare till finalen.